# Barnard's Loop
Barnard's Loop is een nevelcomplex in het sterrenbeeld Orion. De nevel, wellicht ontstaan na een serie supernova-uitbarstingen, beslaat zo'n 10° aan de hemel en bevindt zich op een afstand van ongeveer 1600 lichtjaar van de Aarde. Hij is een onderdeel van het Orioncomplex, een gebied van gas- en stofwolken die het grootste deel van het sterrenbeeld beslaat en onder andere de Orionnevel, M78 en de Paardenkopnevel omvat. In het ultraviolet meet de nevel zo'n 30° in diameter.
William Herschel was waarschijnlijk de eerste die de nevel ontdekte, in 1786, en de Amerikaanse astronoom E. E. Barnard herontdekte hem in 1900 en noemde hem de Orion Loop.
Visueel is de nevel slecht te zien maar hij laat zich makkelijk op de fotografische plaat vastleggen.
De nevel is naar E. E. Barnard hernoemd en draagt tevens de catalogus aanduiding Sh2-276.